# Маріетта (Вісконсин)
Маріетта (англ. Marietta) — місто (англ. town) в США, в окрузі Кроуфорд штату Вісконсин. Населення — 507 осіб (2020).

## Демографія
Згідно з переписом 2010 року, у місті мешкало 470 осіб у 198 домогосподарствах у складі 147 родин. Було 265 помешкань
Расовий склад населення:
| - 99,6 % — білих - 0,2 % — чорних або афроамериканців - 0,2 % — азіатів |

До двох чи більше рас належало 0,0 %. Частка іспаномовних становила 0,2 % від усіх жителів.
За віковим діапазоном населення розподілялося таким чином: 19,1 % — особи молодші 18 років, 60,7 % — особи у віці 18—64 років, 20,2 % — особи у віці 65 років та старші. Медіана віку мешканця становила 50,3 року. На 100 осіб жіночої статі у місті припадало 100,0 чоловіків;  на 100 жінок у віці від 18 років та старших — 103,2 чоловіків також старших 18 років.
Середній дохід на одне домашнє господарство  становив 51 088 доларів США (медіана — 50 313), а середній дохід на одну сім'ю — 60 361 долар (медіана — 61 071). Медіана доходів становила 39 643 долари для чоловіків та 25 769 доларів для жінок. За межею бідності перебувало 7,1 % осіб, у тому числі 13,6 % дітей у віці до 18 років та 8,7 % осіб у віці 65 років та старших.
Цивільне працевлаштоване населення становило 203 особи. Основні галузі зайнятості: виробництво — 19,7 %, сільське господарство, лісництво, риболовля — 15,3 %, освіта, охорона здоров'я та соціальна допомога — 14,3 %.